# 李汝林
李汝林（？—？），清朝人，是一名清朝政治人物。
李汝林曾于雍正四年(1726年)接替卞永嘉任兴化府知府一职，雍正四年由卞永嘉接任。